# Marjorie Weaver
Marjorie Weaver (* 2. März 1913 in Crossville, Tennessee; † 1. Oktober 1994 in Austin, Texas) war eine US-amerikanische Schauspielerin.

## Leben und Werk
Geboren in Crossville, wuchs Marjorie Weaver in verschiedenen Städten des US-amerikanischen Südens auf, zuletzt in Louisville, wo sie die J. M. Atherton High School besuchte. Schon in dieser Zeit trat sie in Tourneetheatern auf. Sie studierte ein Jahr an der University of Kentucky und danach an der University of Indiana, wo sie ihr Studium in Englisch, Sozialwissenschaften und Psychologie abschloss. Nebenbei hatte sie auch dort Theaterauftritte. Kurz vor ihrem Abschluss gewann sie bei einem landesweiten Schönheitswettbewerb ein Stipendium an einer Tanzakademie in New York. Dort war sie auch als Model für Werbeaufnahmen erfolgreich. Danach ging sie nach Hollywood, erhielt dort aber zunächst nur kleinere Rollen.
In der Rolle der Joy in Second Honeymoon hatte Marjorie Weaver 1937 ihren Durchbruch und galt als der kommende Star, der Ruhm sei bereits sicher. Auch für ihre folgende Rolle als Mary in Sally, Irene and Mary wurde sie gefeiert. Danach spielte sie zumeist Hauptrollen, allerdings in weniger erfolgreichen Filmen. Ihre wichtigste Rolle war die der Mary Todd in Der junge Mr. Lincoln. Zudem spielte sie neben Sidney Toler die weibliche Hauptrolle in zwei Charlie-Chan-Filmen, (Charlie Chan auf Kreuzfahrt und Charlie Chan: Mord über New York), sowie neben Lloyd Nolan die in drei Michael-Shayne-Filmen (Michael Shayne, Private Detective, The Man Who Wouldn’t Die, Just Off Broadway). In beiden Filmserien verkörperte sie allerdings keine feste Figur. Nach sechs Jahren bei 20th Century Fox arbeitete sie zunächst als freie Schauspielerin, zog sich aber bereits 1945 nach Leave It to Blondie aus familiären Gründen aus der Filmbranche zurück. Als sieben Jahre später nach einer „neuen Marjorie Weaver“ gesucht wurde, trat sie noch ein letztes Mal in Wir sind gar nicht verheiratet in einem Film auf.
Am 22. Oktober 1937 heiratete Marjorie Weaver heimlich den Marineleutnant Kenneth George Schacht, den sie schon gekannt hatte, seit sie 15 war. Obwohl diese Ehe von offizieller Seite bereits im April 1938 bestätigt worden war, dementierte sie sie regelmäßig, teilweise auch sehr nachdrücklich. Erst als sie sich 1941 von Schacht scheiden lassen wollte, gab sie die Ehe bekannt. Er war zu dieser Zeit im fernen Osten stationiert. Schacht stimmte der Scheidung unter der Bedingung zu, dass sie ihm noch eine Chance geben werde, wenn er im April 1942 in die USA zurückkehren würde. Dazu kam es jedoch nicht; er wurde im Krieg als vermisst gemeldet. 1943 heiratete Marjorie Weaver Donald Briggs, einen ehemaligen Regieassistenten, der zu dieser Zeit ebenfalls bei der Marine war. Als die beiden zwei Jahre verheiratet und Marjorie Weaver schwanger war, kehrte Schacht nach Hollywood zurück.
Nach dem Krieg führten Weaver und Briggs einen erfolgreichen Spirituosenladen und blieben bis zu seinem Tod 1986 miteinander verheiratet. Danach lebte sie alleine in Marina del Rey. Marjorie Weaver starb 1994 an den Folgen eines Schlaganfalls.
Marjorie Weaver wurde unter anderem von Angelika Bender, Ursula Mellin und Evelyn Gressmann synchronisiert.

## Filmografie (Auswahl)
- 1936: China Clipper
- 1937: Gold Diggers of 1937
- 1937: Unter vier Augen (This Is My Affair)
- 1937: Big Business
- 1937: The Californian
- 1937: Danger – Love at Work
- 1937: Life Begins in College
- 1937: Ali Baba Goes to Town
- 1937: Second Honeymoon
- 1938: Sally, Irene and Mary
- 1938: Kentucky Moonshine
- 1938: Three Blind Mice
- 1938: I’ll Give a Million
- 1938: Hold That Co-ed
- 1939: Der junge Mr. Lincoln (Young Mr. Lincoln)
- 1939: Chicken Wagon Family
- 1939: The Honeymoon’s Over
- 1939: The Cisco Kid and the Lady
- 1940: Shooting High
- 1940: Charlie Chan auf Kreuzfahrt (Charlie Chan’s Murder Cruise)
- 1940: Maryland
- 1940: Charlie Chan: Mord über New York (Murder Over New York)
- 1940: Michael Shayne, Private Detective
- 1941: Murder Among Friends
- 1941: For Beauty’s Sake
- 1941: Man at Large
- 1942: The Man Who Wouldn’t Die
- 1942: The Mad Martindales
- 1942: Just Off Broadway
- 1943: Let’s Face It
- 1944: You Can’t Ration Love
- 1944: The Great Alaskan Mystery (Serial)
- 1944: Pardon My Rhythm
- 1944: Shadow of Suspicion
- 1945: Leave It to Blondie
- 1945: Fashion Model
- 1952: Wir sind gar nicht verheiratet (We’re Not Married!)